# Mark Sinyangwe
Mark Sinyangwe (29 dicembre 1979 – 11 agosto 2011) è stato un calciatore zambiano, di ruolo difensore.

## Carriera

### Club
Ha trascorso tutta la carriera nel campionato zambiano.

### Nazionale
Convocato per la Coppa d'Africa 2002 e 2006, ha collezionato 40 presenze con la maglia della Nazionale.